# Scriblerus Club
Der Scriblerus Club war eine informelle und exklusive Vereinigung von politisch aktiven Literaten, die den Tories nahestanden und sich um 1713 in London zusammengefunden hatten. Mitglieder waren der Dichter und Schriftsteller Alexander Pope, der Satiriker Jonathan Swift, der Poet und Schriftsteller John Gay, John Arbuthnot, Universalgelehrter und Leibarzt Queen Annes, der Politiker und Philosoph Henry St. John und der Dichter Thomas Parnell (1679–1718). Gelegentlich nahm auch der Schatzmeister der Königin, Robert Harley, der die Gruppe protegierte, an den Sitzungen teil. Gründungszweck des Clubs war es, die Auswüchse von Gelehrsamkeit und den Wissenschaftsjargon satirisch aufs Korn zu nehmen. Als Arbuthnot nach dem Tod Queen Annes sein Amt verlor, zerstreuten sich die Mitglieder, blieben aber weiterhin brieflich in Kontakt.

## Die Mitglieder
Alexander Pope hatte 1711 sein erstes größeres Werk  An Essay On Criticism veröffentlicht, mit dem er Zugang zu Londoner literarischen Zirkeln, die den Whigs nahestanden, erhielt. 1713 wechselte er das politische Lager und ging zu den Tories. Hier lernte er Swift und dessen Freund, den Dramatiker und Komödienschreiber William Congreve, sowie die späteren Scriblerus-Mitglieder John Gay und Robert Harley kennen.
Jonathan Swift hatte seine politische Karriere bei den Whigs begonnen, war aber wegen der Annäherung der Whigs an die Dissenter bereits seit 1709 auf Abstand zur Partei gegangen. Auf Initiative des neuen Premierministers Robert Harley wechselte er in das Lager der Tories und wurden deren wichtigster Pamphletschreiber.
John Gay hatte eine Lehre bei einem Seidenhändler absolviert, widmete sich aber lieber der Schriftstellerei. Er schrieb Satiren und Farcen fürs Theater. Seit 1711 war er mit Pope bekannt. 1713 widmete er Pope sein Gedicht Rural Sports und blieb von da an Pope in Freundschaft verbunden. Queen Anne schickte ihn 1714 mit einem diplomatischen Auftrag an die englische Botschaft in Hannover. Seine diplomatische Karriere fand jedoch mit dem Tod der Königin am 1. August 1714 ein frühes Ende. Berühmt geblieben ist er als Autor von The Beggar’s Opera.
Henry St. John saß seit 1701 für die Tories im Parlament. Er pflegte gesellschaftliche und persönliche Kontakte zu Queen Anne, die ihm 1710 das zweithöchste Ministeramt (Secretary of State for the Northern Department) übertrug, und die ihn 1712 zum Viscount Bolingbroke ernannte. Nach dem Tod der Königin und dem Amtsantritt Georges I. am 20. Oktober 1714 ging er nach Frankreich ins Exil.
John Arbuthnot war ein schottischer Universalgelehrter, der Bücher zu unterschiedlichen Themen geschrieben hat. 1692 hatte er Christiaan Huygens’ De ratiociniis in ludo aleae (= „The Laws of Chance“) ins Englische übersetzt und sich einen Ruf als Mathematiker erworben. In seiner Schrift An essay on the usefulness of mathematical learning, in a letter from a gentleman in the city to his friend in Oxford von 1701 empfiehlt er das Studium der Mathematik als geeignetes Mittel gegen den Aberglauben. 1705 verlieh ihm die Universität Oxford den Doktortitel (MD), im gleichen Jahr wurde er außerordentlicher Leibarzt (physician extraordinary) der Königin. 1710 wurde er zum Fellow am Royal College of Physicians ernannt.
Arbuthnot und Swift gründeten 1711 ihren ersten politisch-literarischen Club, The Brothers’ Club, zu dem auch Regierungsmitglieder zählten, der aber bereits 1713 ein Ende fand. Im gleichen Jahr erhielt er mit der Stelle am Royal Hospital Chelsea ein Wohnhaus, in dem die meisten Treffen der Mitglieder stattfanden.
Arbuthnot war ein fruchtbarer und phantasievoller Satiren- und Pamphletschreiber. In seinem Pamphlet Law Is a Bottomless Pit (= Das Gesetz ist ein Loch ohne Boden) von 1712 schuf er die allegorische Figur des John Bull, der bis in die Gegenwart in politischen Karikaturen lebendig ist.
Nach übereinstimmenden Angaben der Mitglieder war Arburthnot der Ideengeber. Als einziger Naturwissenschaftler im Club war er die maßgebliche Quelle, wenn es um die Auswüchse und Manierismen der Wissenschaft und der Wissenschaftssprache ging.
Von Arburthnot kam die Idee, die Memoiren des fiktiven Martinus Scriblerus zu schreiben, der seinem ehemaligen Gegner und beliebten Ziel seiner Pamphlete, John Woodward, nachempfunden war.
Thomas Parnell, ein aus Irland stammender Geistlicher und Dichter, war wie Swift, der ihn protegierte, zunächst Parteigänger der Whigs, bis auch er zu den Tories wechselte. Parnell arbeitete eng mit Pope zusammen. Nach dem Tod der Königin ging er nach Irland zurück. Swift schrieb als Vorwort zu einer Ausgabe von Parnells Poems on Several Occasions von 1722 eine Widmung in Versen.
Robert Harley war ein britischer Politiker, der im Laufe seiner Karriere mehrere hohe Regierungsämter bekleidete. Er begann seine politische Laufbahn als Whig, bevor er zu den Tories wechselte. Von 1711 bis 1714 war er Schatzkanzler und damit der mächtigste und einflussreichste Minister des Kabinetts. Als am 4. November 1712 ein Attentat (der Bandbox Plot) auf ihn verübt werden sollte, gelang es Swift, der zufällig anwesend war, die Bombe zu entschärfen und damit Harleys Leben zu retten. Bei Amtsantritt Georges I. erklärte er seinen Rücktritt und zog sich auf seinen Landsitz zurück. Wenig später wurde er des Hochverrats angeklagt und im Juli 1715 für fast zwei Jahre im Tower eingekerkert, bis er von allen Anklagepunkten freigesprochen wurde.

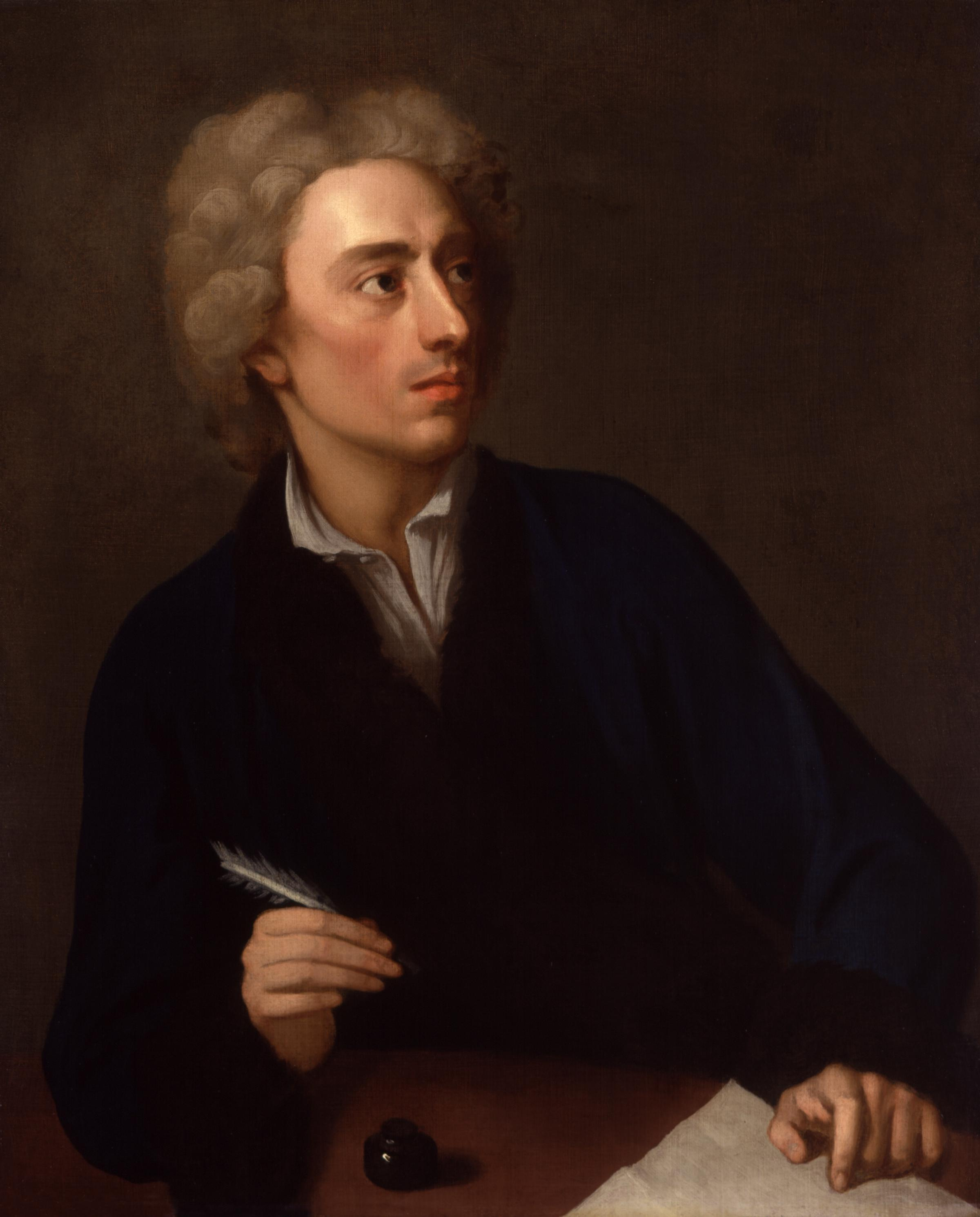
Alexander Pope
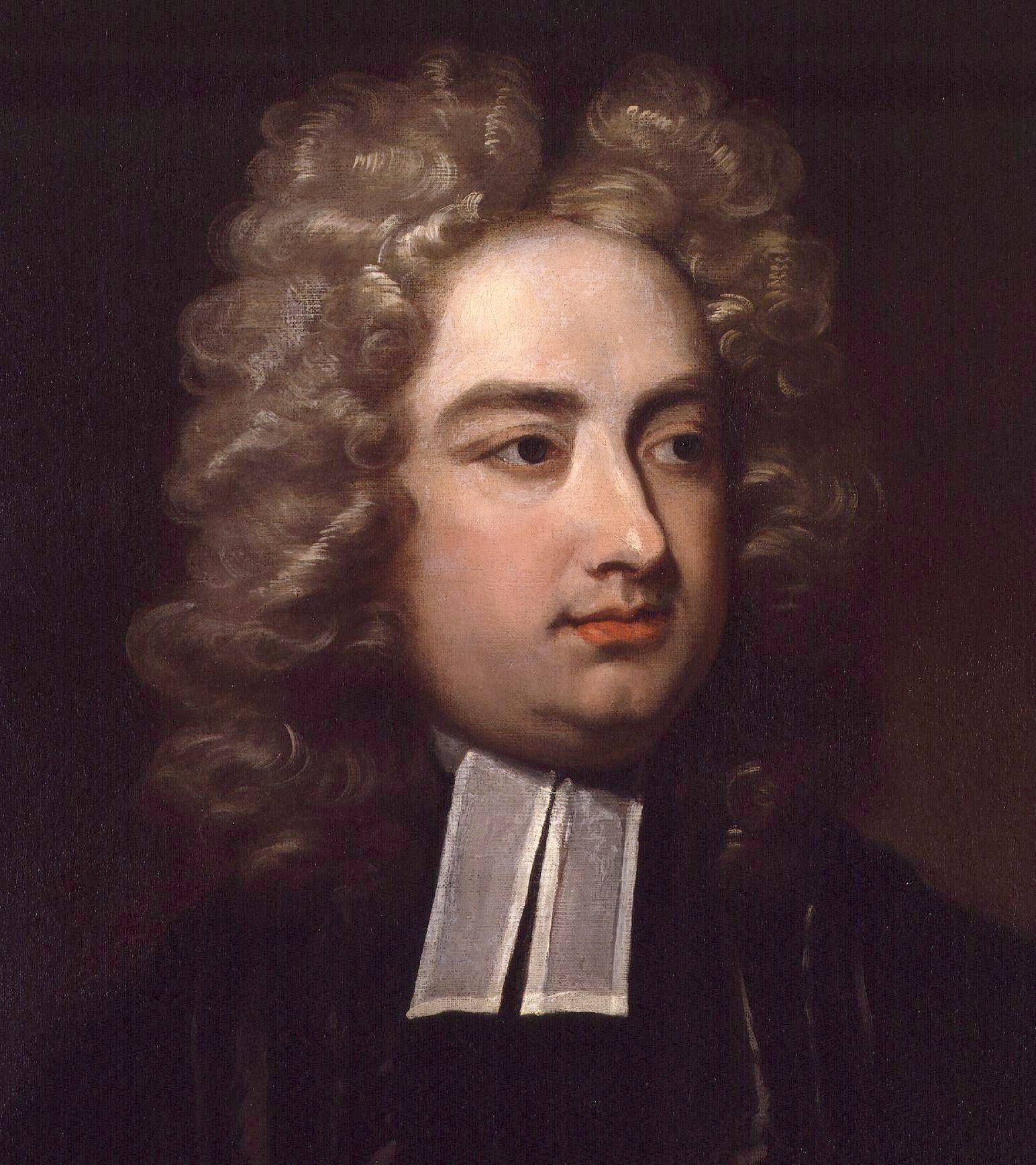
Jonathan Swift
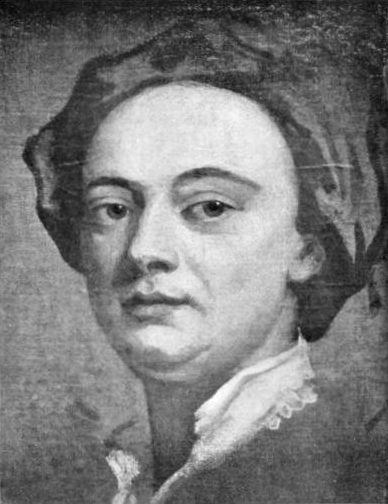
John Gay
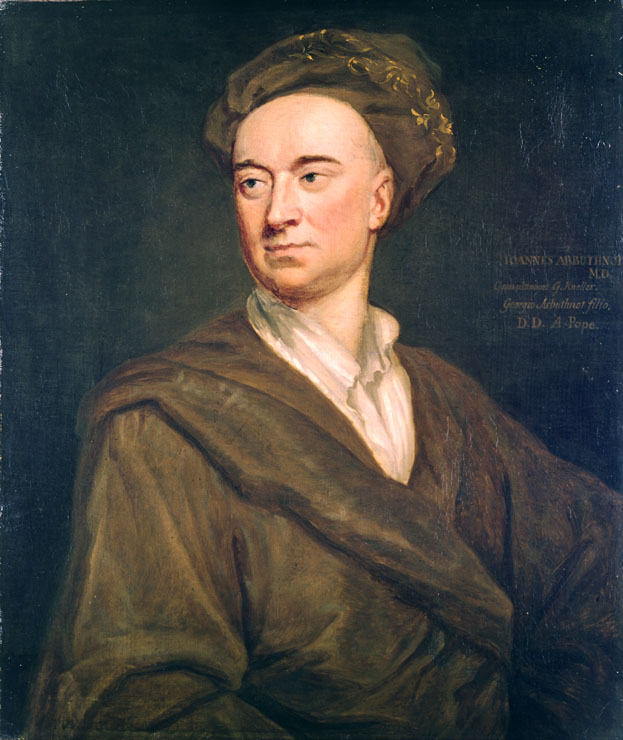
John Arbuthnot
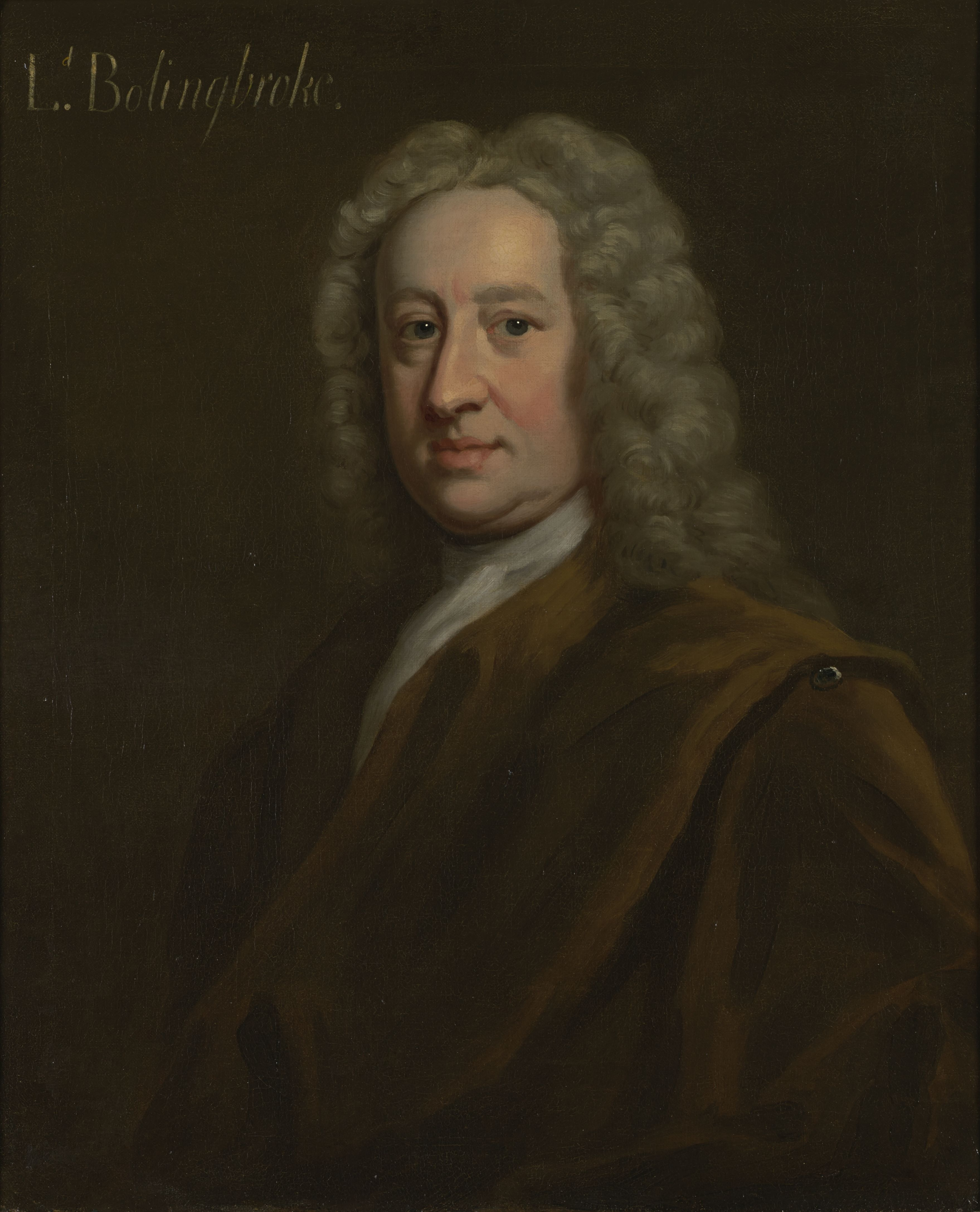
Henry St John
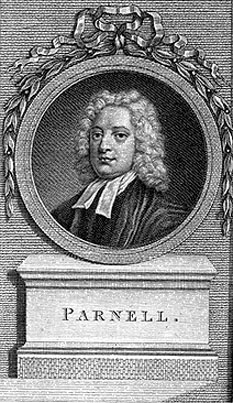
Thomas Parnell
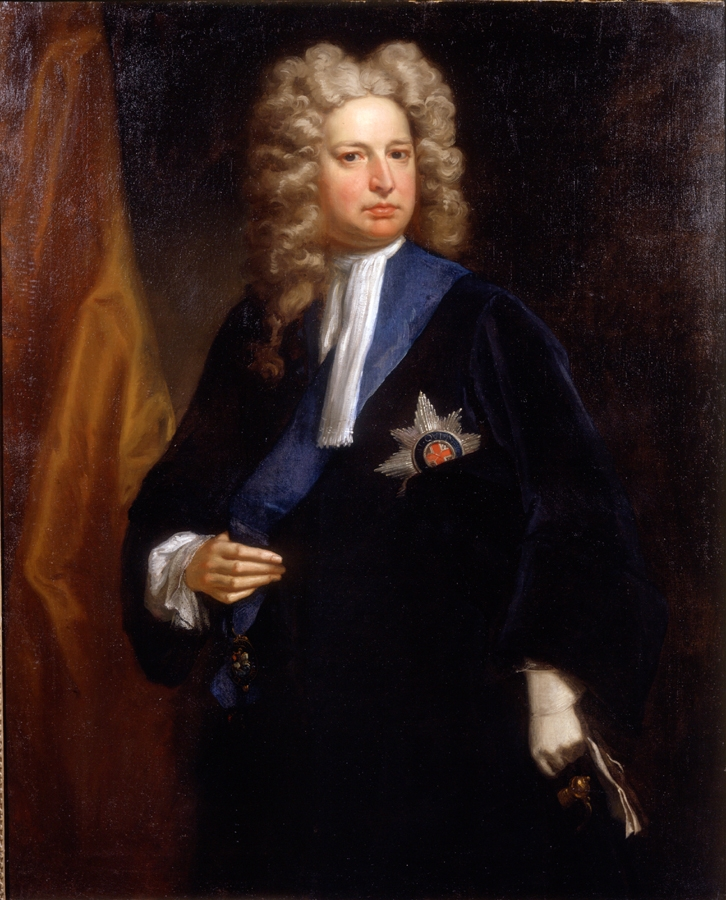
Robert Harley

## Die Memoiren des Martinus Scriblerus
Die bedeutendste und im Prinzip einzige literarische Ergebnis des Clubs waren die Memoirs of the Extraordinary Life, Works, and Discoveries of Martinus Scriblerus, die 1741 erstmals im zweiten Band von Popes Prosawerken gedruckt wurden. In einem Vorwort merkt der Herausgeber an, dass die Memoiren überwiegend von Pope und Arbuthnot geschrieben waren, während Parnell an Popes „Essay on the Origin of Science“ (= Versuch über den Ursprung der Wissenschaft) und Gay an den „Memoirs of a Parish Clerk“ (= Memoiren eines Pfarrgeistlichen) beteiligt waren.
Ausgaben
- Jonathan Swift, Alexander Pope: Memoirs of the life of Scriblerus. Dublin 1723 (google.com)
- Memoirs of the extraordinary life, works and discoveries of Martinus Scriblerus. Written by Dr. Arbuthnot and Mr. Pope. 1. Januar 1725. (google.com)
- Memoirs of the extraordinary life, works, and discoveries of Martinus Scriblerus. By Mr. Pope. Printed by and for George Faulkner, Dublin 1741.
 Erstausgabe.
- Memoirs Of the Extraordinary Life, Works, and Discoveries of Martinus Scriblerus. Written in collaboration by the Members of the Scriblerus Club John Arbuthnot, Alexander Pope, Jonathan Swift, John Gay Thomas Parnell, Robert Harley., Earl of Oxford. Ed. by Charles Kerby-Miller. Publ. for Wellesley College by Yale University Press, New Haven 1950. Reprint 1966.
 Der Text dieser ersten kritischen Ausgabe umfasst 85 S., Vorwort und Anmerkungen von Kerby-Miller über 300 Seiten.
- Alexander Pope. Scriblerus. Foreword by Peter Ackroyd. Hesperus Press, London 2002, ISBN 978-1-84391-001-5 (Hesperus Classics).

1755 erschien in Paris unter dem fingierten Drucker Knapton in London eine französische Übersetzung von Peter Henry Larcher unter dem Titel „Histoire de Martinus Scriblerus, de ses ouvrages et de ses découvertes. Traduite de l’Anglois de Monsieur Pope“.
Martinus Scriblerus wurde bisher nicht ins Deutsche übersetzt.

## Rezeption

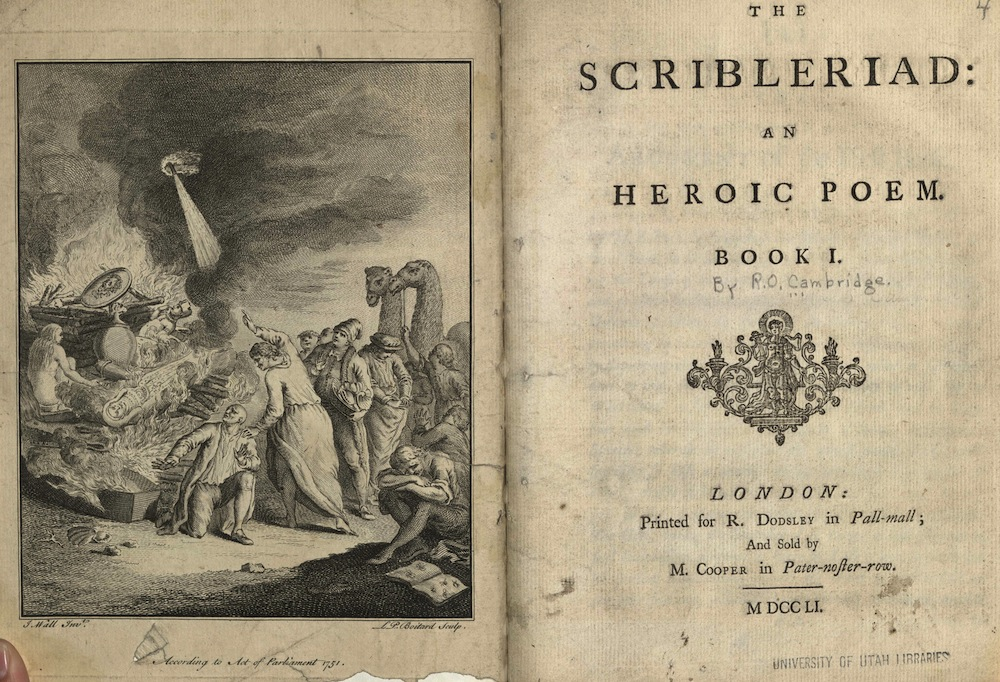
Richard Owen Cambridge: The Scribleriad, 1751

Der Protagonist in Richard Owen Cambridges epischem Spottgedicht „The scribleriad“ von 1751 trägt Züge von Mitgliedern des Scriblerus Club, vor allem von Pope, Arburthnot und Swift. Das Epos ist voll von dunklen Anspielungen, die die Lektüre nicht einfach machen, und war kein Publikumserfolg.
Henry Fielding publiziert seine sechs frühen Stücke (1730–32) unter dem Pseudonym Scriblerus Secundus. Er benutzte dieses Pseudonym auch für das Vorwort zu dem unter seinem Namen gedruckten Theaterstück „The Tragedy of Tragedies of Tom Thumb the Great. As it is Acted in the Theatre at the Hay-market by Henry Fielding“, in dem er die heroischen Tragödien seiner Zeit parodiert.
In den vierziger Jahren erarbeitete der US-amerikanische Anglist Charles Kirby-Miller die erste kommentierte Neuausgabe der Memoirs seit deren Ersterscheinung innerhalb der Werkausgabe von Alexander Pope von 1741. Die Memoirs gingen zusammen mit umfangreichen Anmerkungen und einem Kommentar Kirby-Miller 1950 in Druck. Nabokov, der von 1943 bis 1948 am Wellesley College als Lektor für englische Literatur tätig war, hatte das Ehepaar Kirby-Miller dort kennen und schätzen gelernt. Seine Erzählung „Scenes from the life of a Double Monster“ geht zurück auf die Geschichte von einem siamesischen Schwesternpaar, die in den Memoiren des Martinus Scriblerus erzählt wird.
Seit 1968 erscheint die von der Temple University in Philadelphia herausgegebene Literaturzeitschrift The Scriblerian and the Kit-Kats, die sich überwiegend der englischen Literatur des späten 17. und frühen 18. Jahrhunderts widmet.